# Pelagia flaveola
Pelagia flaveola är en manetart som beskrevs av Johann Friedrich von Eschscholtz 1829. Pelagia flaveola ingår i släktet Pelagia och familjen Pelagiidae. Inga underarter finns listade i Catalogue of Life.